# Warren Britz
Pour les articles homonymes, voir Britz.
Pas d'image ? Cliquez ici

a Compétitions nationales et continentales officielles uniquement.

b Matchs officiels uniquement.
Dernière mise à jour le 14 novembre 2021.
Warren Kenneth Britz, né le 7 novembre 1973 à Durban (Afrique du Sud), est un joueur de rugby à XV sud-africain. Il a joué en équipe d'Afrique du Sud et évolue au poste de troisième ligne aile (1,90 m pour 99 kg). Il met un terme à sa carrière professionnelle en 2009 dans le club du Montpellier HR dont il devient l'entraîneur. À la fin de la saison suivante, il quitte le MHR pour le petit club voisin de Palavas-les-Flots. 

## Carrière de joueur

### En club
- 2003-2004 : Newcastle Falcons  Angleterre
- 2007-2010 : Montpellier HR  France
- 2010 : Rugby Club Palavas Les Genêts (Palavas-les-Flots)  France (Fédérale 3)

### En province
- 2005-2007 : Natal Sharks (Currie Cup)  Afrique du Sud

### En franchise
- 2005-2007 : Sharks (Super 12 puis Super 14 depuis 2006)  Afrique du Sud

### En équipe nationale
Il a honoré son unique cape internationale en équipe d'Afrique du Sud le 8 juin 2002 contre l'équipe du pays de Galles.

## Palmarès
- 1 sélection en équipe d'Afrique du Sud en 2002

En mars 2009, il est sélectionné avec le XV du président, sélection de joueurs étrangers évoluant en France coachée par Vern Cotter, pour jouer un match amical contre les Barbarians français au Stade Ernest-Wallon à Toulouse. Le XV du président l'emporte 33 à 26.

## Carrière d'entraîneur
- mars 2009-2010 : Montpellier HR  France